# Attapö tartomány
Attapö tartomány (laoul ແຂວງອັດຕະປື, IPA: [kʰwɛːŋ âtːapɯː], nemzetközi alakban Attapeu) közigazgatási egység Laosz délkeleti részén. Szomszédos Kambodzsával és Vietnámmal. Székhelye Attapö (Ban Houayxay, Muang Samakhisai).

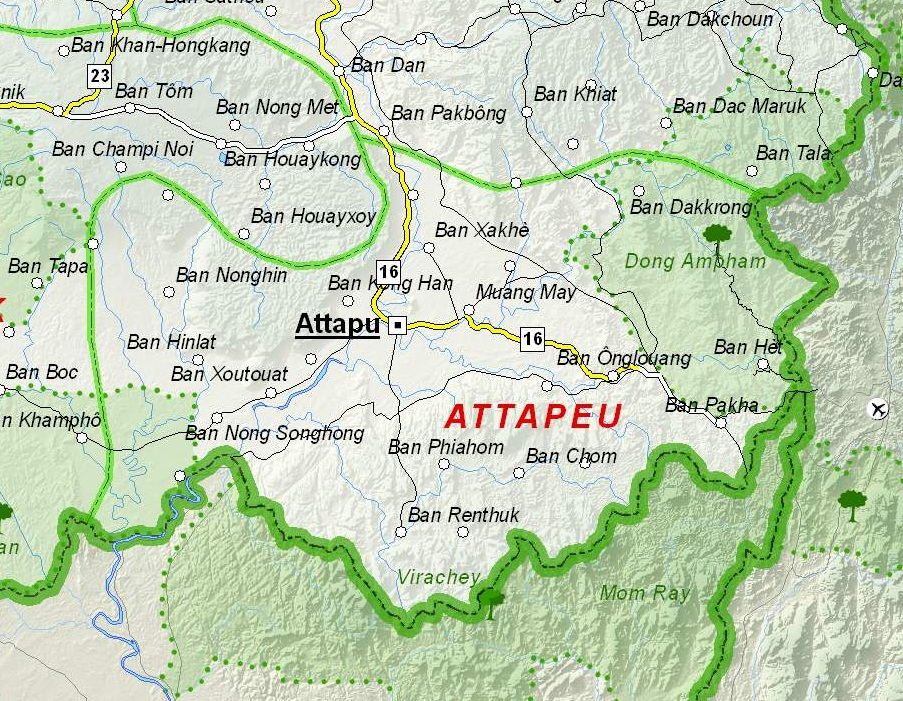
Attapö tartomány térképe

## Közigazgatás
A tartomány öt körzetre oszlik:
| Térkép                             | Körzetek                                                                         |
| ---------------------------------- | -------------------------------------------------------------------------------- |
| Attapö tartomány körzetei térképen | 17-01: Xaysetha 17-02: Samakkhixay 17-03: Sanamxay 17-04: Sanxay 17-05: Phouvong |